# Jean-Yves Pollock
Pour les articles homonymes, voir Pollock.
 (juillet 2018).
Jean-Yves Pollock est un linguiste français, né le 18 février 1946 à Paris. Agrégé d'anglais (1971), il est titulaire d'une thèse d'État de linguistique générale obtenue en 1985 à Paris 8, spécialiste de syntaxe comparée. 
Connu pour ses hypothèses sur la structure de la flexion, il propose une théorie nouvelle des relations entre morphologie flexionnelle et syntaxe en français et en anglais, débouchant sur une réflexion plus générale sur la linguistique, sa place et son rôle dans le cadre des sciences cognitives.
Ces travaux développent une étude de la périphérie gauche de la phrase à travers une étude détaillée des computations mises en jeu par les  constructions interrogatives en italien standard (Pollock & al 2004, 2001), ainsi que dans certains dialectes du nord de l'Italie,,dans le cadre plus général des travaux de Richard Kayne portant sur l'antisymétrie.
Il est l'auteur d'un certain nombre d'articles sur la nature de l'inversion stylistique et ses conséquences théoriques.